# Sara Rancaño
Sara Rancaño Rivas (Masnou, Barcelona, 18 de junio de 1984) es una periodista y corresponsal española.

## Biografía
Licenciada en Periodismo por la Universidad Autónoma de Barcelona, mientras continuaba formándose profesionalmente, comenzó a ejercer de periodista en una radio local en Barcelona, hasta que más adelante, consiguió una beca anual para el canal cultural de Catalunya Ràdio. Tiempo más tarde, se trasladó a vivir a Londres un breve período de tiempo, desde donde realizaba crónicas y las remitía a varios programas del grupo. 
De vuelta en España en 2007, entró a trabajar en RTVE, comenzando en RTVE Cataluña, donde ejerció labores de redacción en distintas áreas, desde la información política, social y económica hasta la cultural. Por otro lado, también colaboró de forma esporádica con el programa  Informe semanal. En 2010 pasó a Madrid, como redactora del área de Sociedad de los Servicios Informativos de TVE y entre 2014 y 2019 formó parte del equipo de España directo.
En agosto de 2019 sustituyó a Almudena Ariza en la corresponsalía de TVE en Nueva York. Entre octubre de 2021 y junio de 2022 estuvo de baja por maternidad y su predecesora en esta corresponsalía se encargó de sustituirla.

## Premios y reconocimientos
- Premio José Navarro Cáceres de Información Sanitaria por su labor en España directo en 2015.[7]